# Thanatus pictus
Thanatus pictus es una especie de araña cangrejo del género Thanatus, familia Philodromidae. Fue descrita científicamente por L. Koch en 1881.

## Distribución
Esta especie se encuentra en Europa, Turquía, Cáucaso, Rusia (de Europa a Siberia Occidental), Kazajistán e Irán.